# Parocneria pilosa
Parocneria pilosa är en fjärilsart som beskrevs av W. Warren 1897. Parocneria pilosa ingår i släktet Parocneria och familjen tofsspinnare. Inga underarter finns listade i Catalogue of Life.